# سياة تشم (مقاطعة دورة)
سياة تشم (بالفارسية: سیاه چم) هي قرية تقع في قسم كشكان الريفي (مقاطعة دورة) في إيران. يقدر عدد سكانها بـ 123 نسمة بحسب إحصاء 2016.